# Deserto de Chalbi

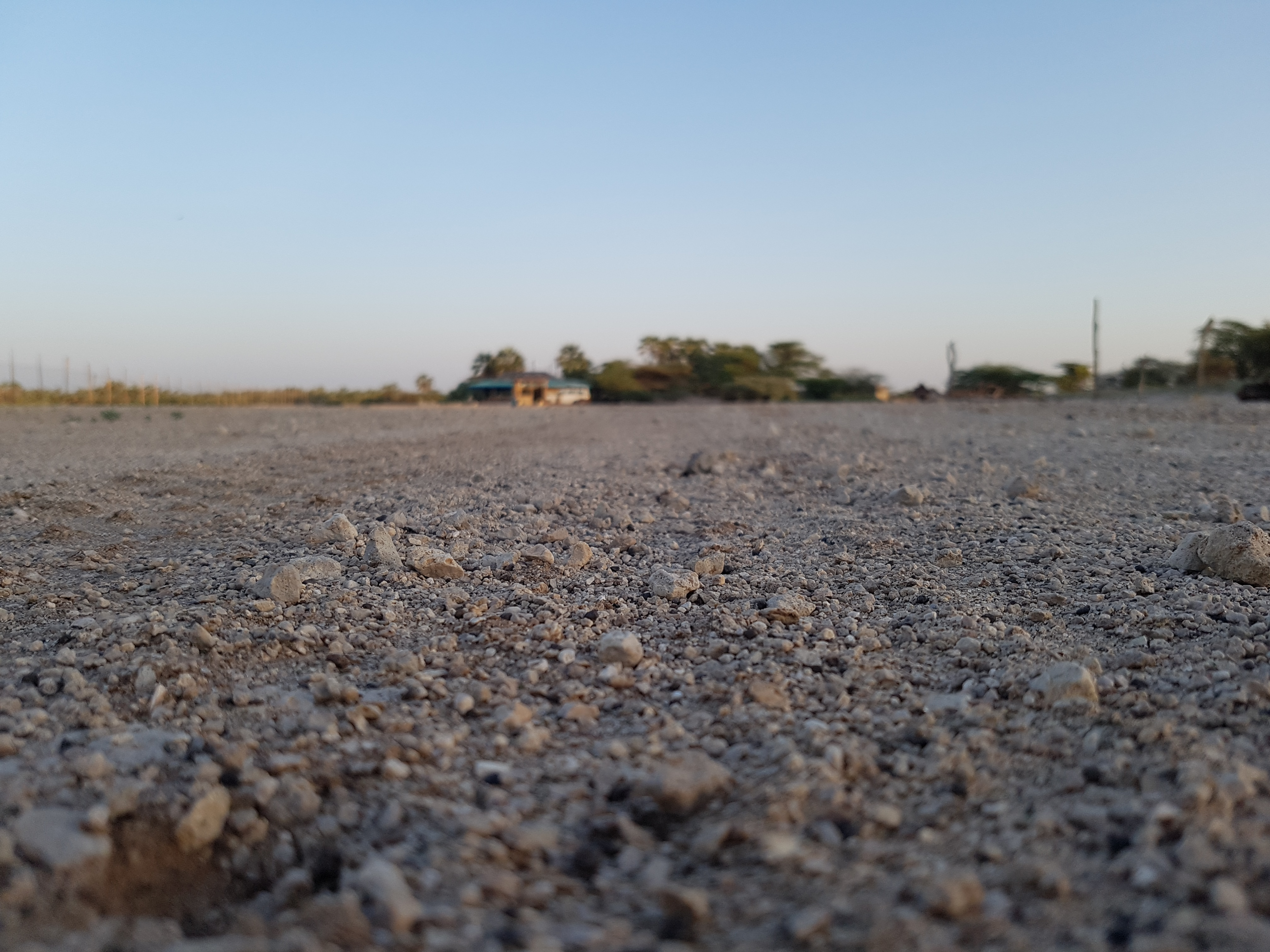
Cascalhos brancos do deserto de Chalbi

O Deserto de Chalbi é um pequeno deserto no nordeste do Quénia e sudeste da Etiópia.
Ele está localizado ao leste do Lago Turkana, o maior lago permanente em desertos do mundo. O assentamento North Horr localiza-se no perímetro do deserto. A cidade de Marsabit é a maior localidade próxima ao deserto.